# 戸越銀座駅

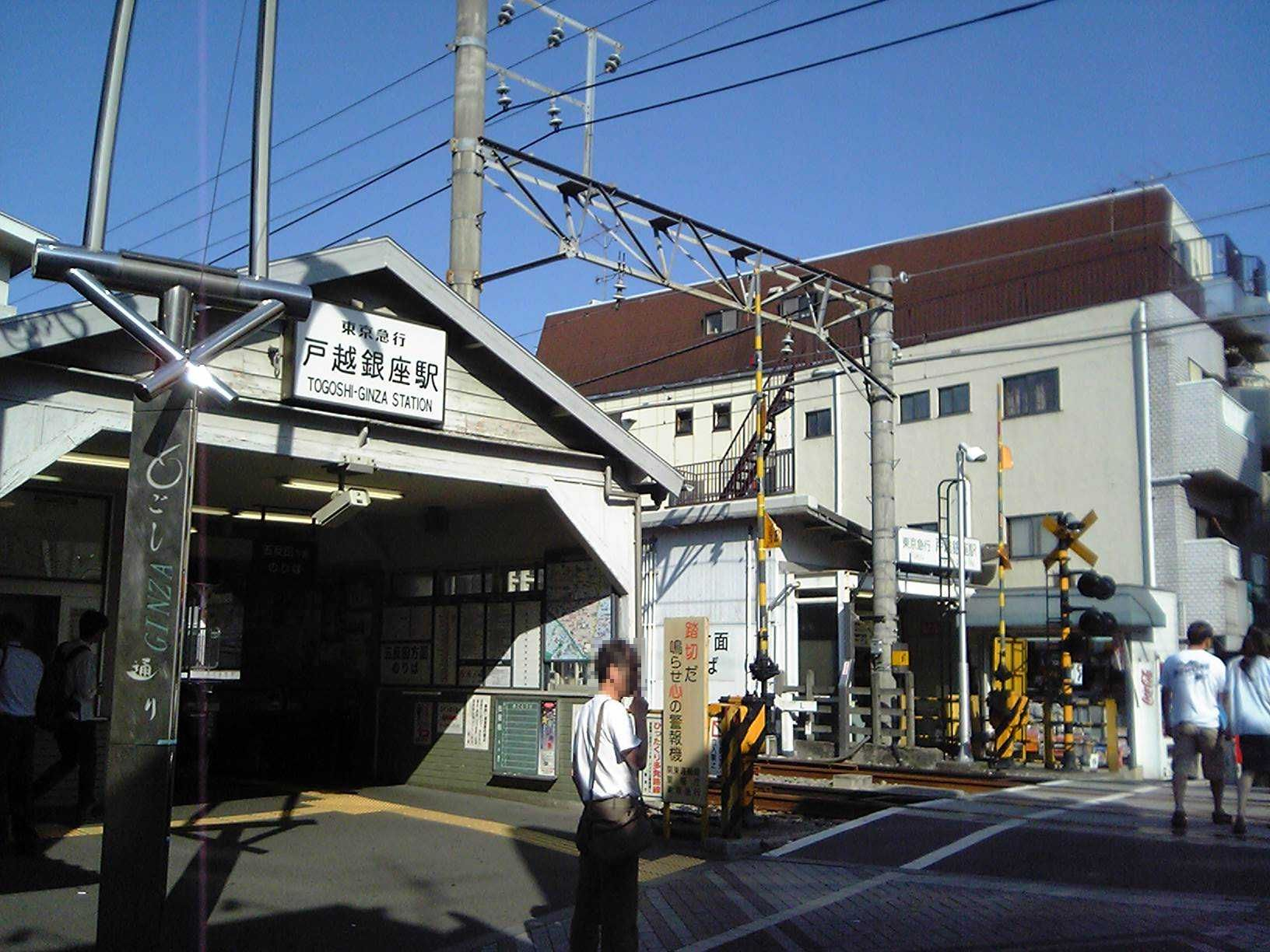
リニューアル前の駅舎（2005年10月）

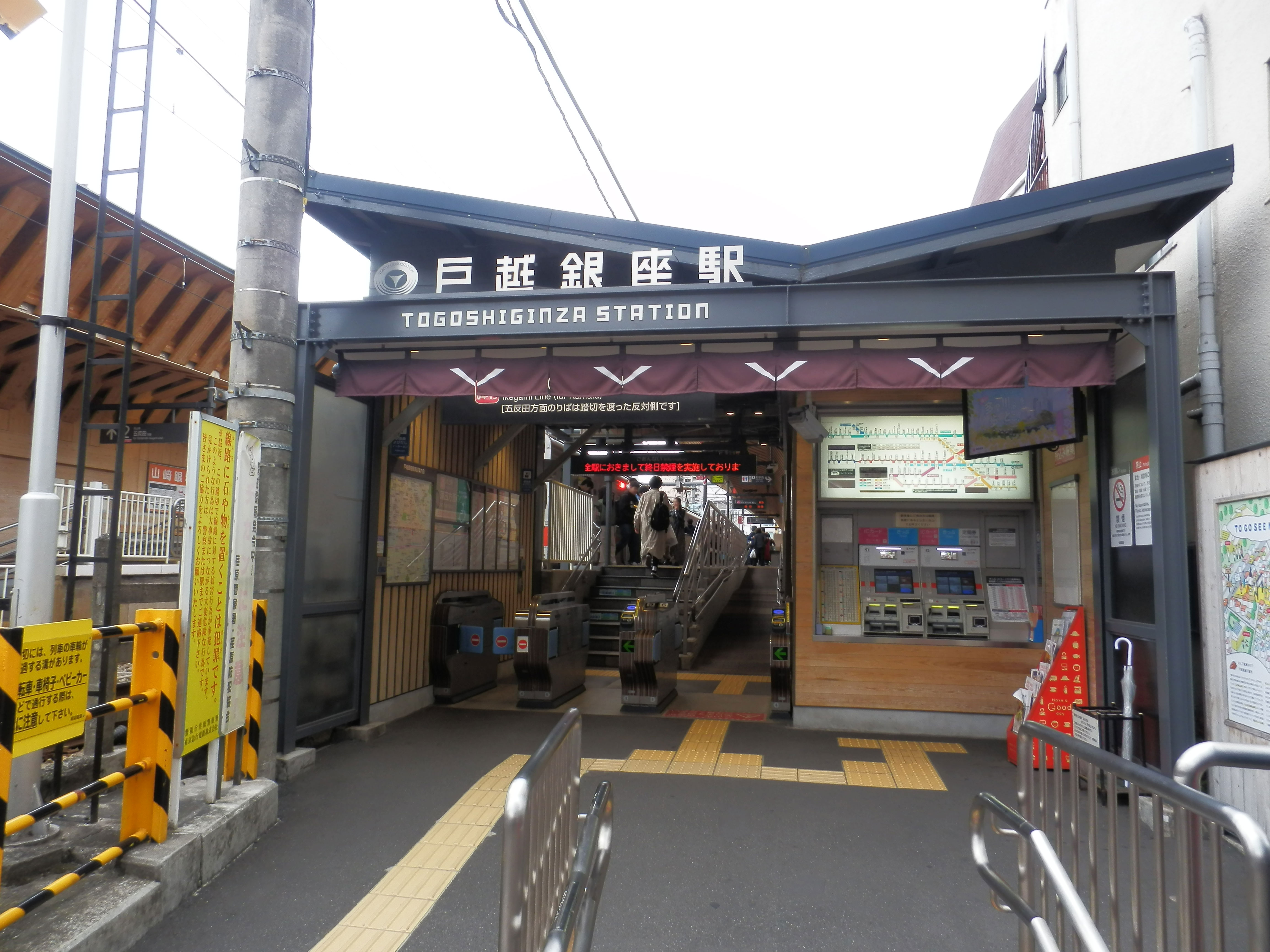
蒲田方面入口（2019年4月）

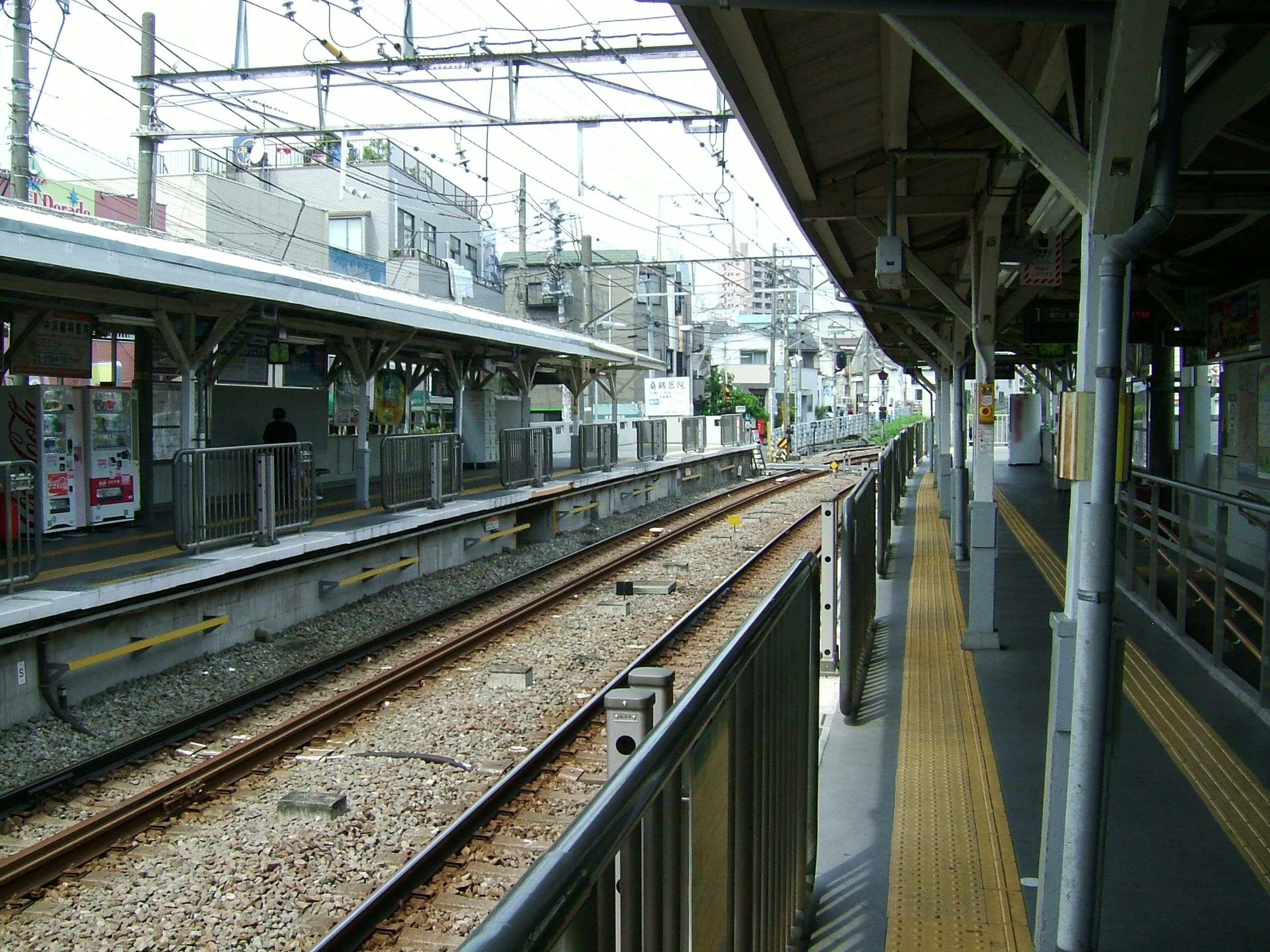
リニューアル前のホーム（2008年8月）

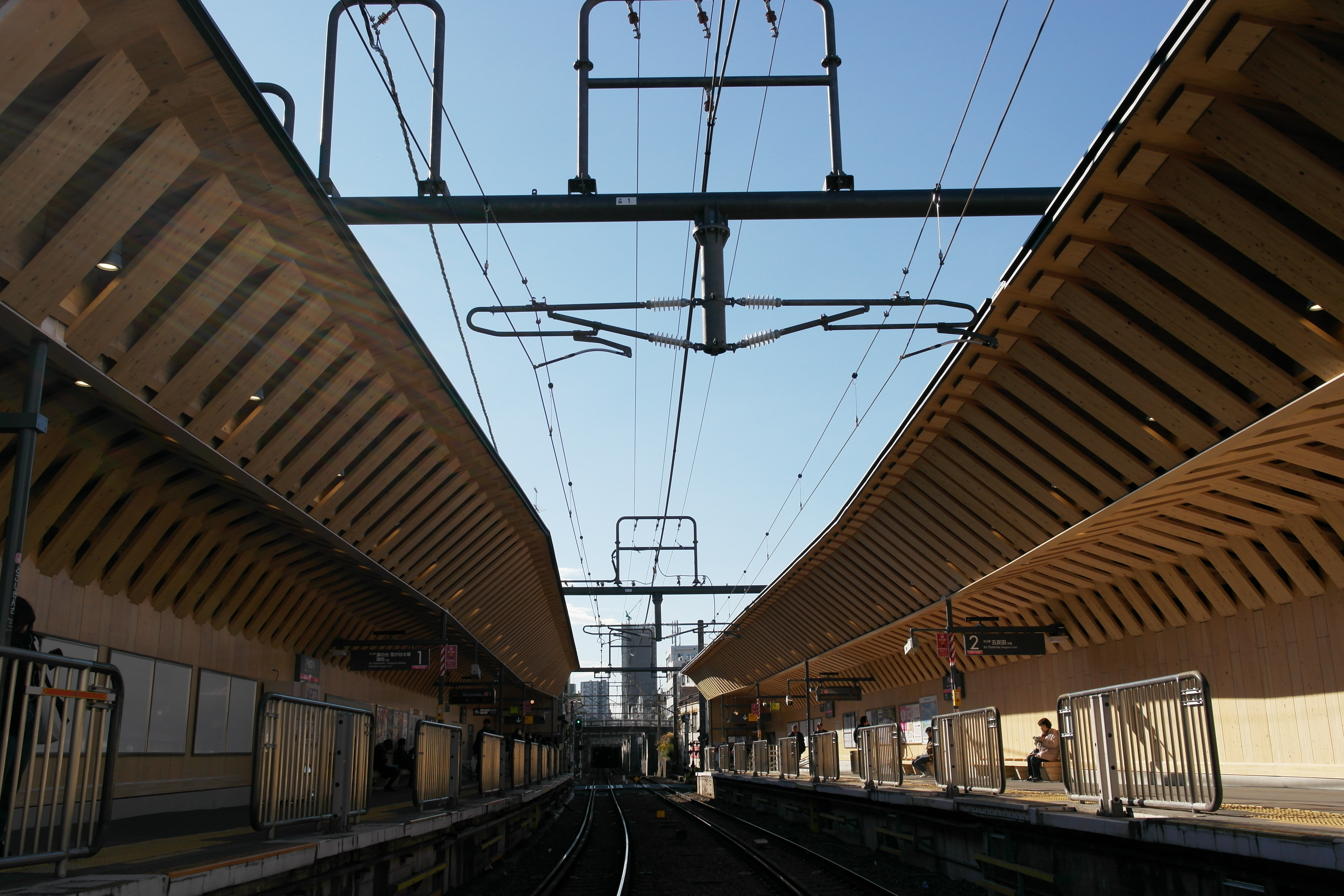
木調リニューアルされたホーム

戸越銀座駅（とごしぎんざえき）は、東京都品川区平塚二丁目にある、東急電鉄池上線の駅である。駅番号はIK03。駅舎はグッドデザイン賞（2017年度）、土木学会デザイン賞2018奨励賞を受賞。

## 歴史

### 年表
- 1927年（昭和2年）8月28日：池上電気鉄道雪ヶ谷駅（現・雪が谷大塚駅） - 桐ケ谷駅（現・廃駅）間延伸時に開設[4][1]。
- 1955年（昭和30年）頃：構内踏切廃止、改札口を上下線別とする[1]。
- 2015年（平成27年）9月：「いい街 いい電車 プロジェクト」の一環として、木造駅舎の雰囲気を踏襲した「木になるリニューアル」開始[5]。
- 2016年（平成28年）12月11日：リニューアル竣工[6]。
- 2017年（平成29年）4月1日：都営地下鉄浅草線戸越駅との連絡運輸を定期券に限り開始[7]。

### 駅名の由来
駅直ぐの戸越銀座商店街に由来する。所在地は「平塚」であることから当初は「平塚駅」になる予定であったが、既に同名駅が東海道本線にあったため知名度の高い「戸越駅」が仮駅名として選ばれた後、地元商店街からの要望で現在の「戸越銀座駅」と命名された。

## 駅構造
相対式ホーム2面2線を有する地上駅。ホーム間連絡通路はなく、方面別に改札口がある。サービスマネジャー導入駅であるため旗の台駅より遠隔監視している。トイレは1番線ホームにあり、多機能トイレも設置されている。

### のりば
| 番線 | 路線   | 方向 | 行先                         |
| ---- | ------ | ---- | ---------------------------- |
| 1    | 池上線 | 下り | 旗の台・雪が谷大塚・蒲田方面 |
| 2    | 池上線 | 上り | 五反田方面                   |

## 利用状況
2024年度（令和6年度）の1日平均乗降人員は19,370人である。
近年の1日平均乗降・乗車人員の推移は以下の通り。
| 年度               | 1日平均 乗降人員 | 1日平均 乗車人員 | 出典     |
| ------------------ | ---------------- | ---------------- | -------- |
| 1990年（平成02年） |                  | 10,008           | [ * 1 ]  |
| 1991年（平成03年） |                  | 10,317           | [ * 2 ]  |
| 1992年（平成04年） |                  | 10,460           | [ * 3 ]  |
| 1993年（平成05年） |                  | 10,655           | [ * 4 ]  |
| 1994年（平成06年） |                  | 10,581           | [ * 5 ]  |
| 1995年（平成07年） |                  | 10,202           | [ * 6 ]  |
| 1996年（平成08年） |                  | 10,137           | [ * 7 ]  |
| 1997年（平成09年） |                  | 10,252           | [ * 8 ]  |
| 1998年（平成10年） |                  | 9,762            | [ * 9 ]  |
| 1999年（平成11年） |                  | 9,587            | [ * 10 ] |
| 2000年（平成12年） |                  | 9,649            | [ * 11 ] |
| 2001年（平成13年） |                  | 9,747            | [ * 12 ] |
| 2002年（平成14年） | 18,625           | 9,463            | [ * 13 ] |
| 2003年（平成15年） | 18,411           | 9,331            | [ * 14 ] |
| 2004年（平成16年） | 18,549           | 9,373            | [ * 15 ] |
| 2005年（平成17年） | 18,166           | 9,176            | [ * 16 ] |
| 2006年（平成18年） | 18,281           | 9,252            | [ * 17 ] |
| 2007年（平成19年） | 18,499           | 9,331            | [ * 18 ] |
| 2008年（平成20年） | 18,684           | 9,411            | [ * 19 ] |
| 2009年（平成21年） | 18,781           | 9,444            | [ * 20 ] |
| 2010年（平成22年） | 18,758           | 9,422            | [ * 21 ] |
| 2011年（平成23年） | 18,443           | 9,262            | [ * 22 ] |
| 2012年（平成24年） | 18,679           | 9,356            | [ * 23 ] |
| 2013年（平成25年） | 19,099           | 9,558            | [ * 24 ] |
| 2014年（平成26年） | 19,356           | 9,684            | [ * 25 ] |
| 2015年（平成27年） | 19,746           | 9,891            | [ * 26 ] |
| 2016年（平成28年） | 20,078           | 10,030           | [ * 27 ] |
| 2017年（平成29年） | 20,635           | 10,293           | [ * 28 ] |
| 2018年（平成30年） | 20,860           | 10,405           | [ * 29 ] |
| 2019年（令和元年） | 20,648           | 10,290           | [ * 30 ] |
| 2020年（令和02年） | 14,644           |                  |          |
| 2021年（令和03年） | 16,410           |                  |          |
| 2022年（令和04年） | 18,018           |                  |          |
| 2023年（令和05年） | 18,702           |                  |          |
| 2024年（令和06年） | 19,370           |                  |          |

## 駅周辺
駅周辺は、主に中小の工場が建ち並ぶ工業地帯である。
- 国道1号
- 星薬科大学
- 戸越銀座商店街：直線で日本一長い商店街。

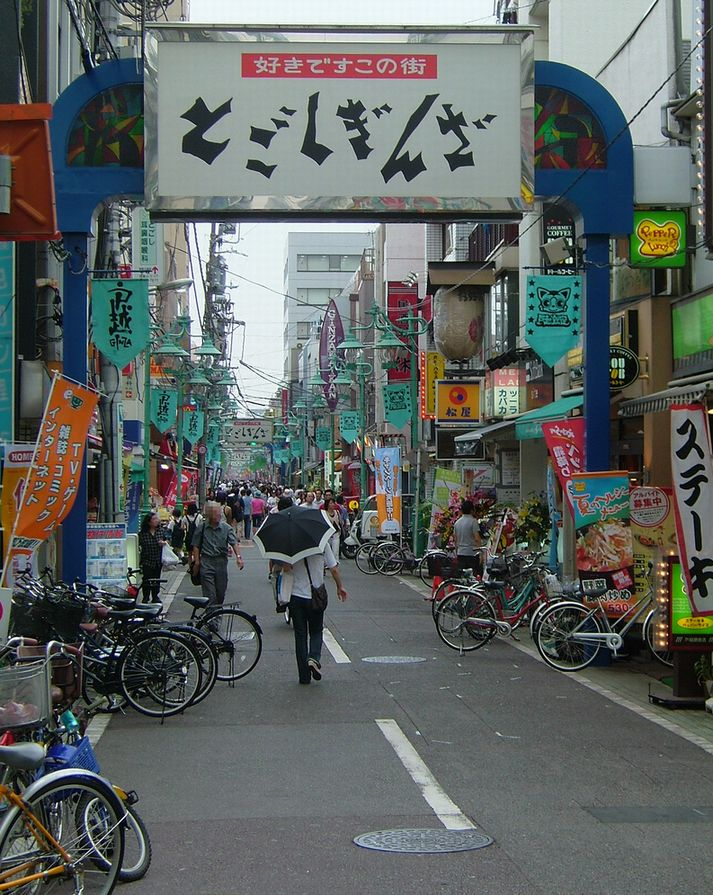
戸越銀座商店街の様子

- 都営地下鉄浅草線 戸越駅：戸越銀座商店街を通り抜けることでアクセス可能。
- 品川平塚一郵便局
- 品川平塚橋郵便局
- 品川区保健所
- 品川区役所荏原第三地域センター
- 荏原消防署
- オオゼキ戸越銀座店

## バス路線
- 戸越銀座（東急バス）
  - <反01,反02> 五反田駅
  - <反01> 川崎駅ラゾーナ広場（荏原営業所・西馬込駅前・池上警察署経由）
  - <反02> 池上警察署（荏原営業所・西馬込駅前経由）

## 隣の駅
東急電鉄
 池上線
大崎広小路駅 (IK02) - 戸越銀座駅 (IK03) - 荏原中延駅 (IK04)
※1953年（昭和28年）8月11日（1945年（昭和20年）7月25日に営業休止）まで、当駅 - 大崎広小路駅間に桐ケ谷駅があった。